# El soldado de la piel decolorada
El soldado de la piel decolorada es uno de los 56 relatos cortos sobre Sherlock Holmes escrito por Arthur Conan Doyle. Fue publicado originalmente en The Strand Magazine y posteriormente recogido en la colección El archivo de Sherlock Holmes.

## Argumento
La gran curiosidad de este relato reside en que el narrador es el propio Holmes. Watson, harto de los reproches del detective sobre la superficialidad de sus relatos, le ha dicho: "Puede escribir usted mismo, Holmes". Dicho trabajo le servirá a Holmes para comprobar la dificultad que conlleva narrar amenamente un caso, y apreciar el trabajo de su buen amigo Watson. El relato es un canto a la amistad y a la generosidad.
En septiembre de 1903, Holmes recibe la visita de James M. Dodd, preocupado por la desaparición de un gran amigo suyo y compañero de armas, hijo del coronel Emsworth, famoso héroe de Crimea. El señor Dodd está muy preocupado porque todos los intentos de dar con su amigo Godfrey son infructuosos. Aunque su padre le dice que su amigo está dando la vuelta al mundo, él cree haberle visto y, lo que más le preocupa, el joven rehuyó el encuentro.
Lo que parece un secuestro por parte de la familia, será resuelto por Holmes. La sagacidad del detective le hace suponer desde el primer momento que el joven Emsworth está enfermo de lepra. Aclarado el asunto, todo quedará reducido a otra enfermedad de fácil curación, que ha decolorado la piel del joven oficial como si se tratase de la lepra. La único que intentaba la familia era evitar que fuese internado en una leprosería.